# Roland Mikler
Roland Mikler, madžarski rokometaš, * 20. september 1984, Dunaújváros.
Leta 2010 je na evropskem rokometnem prvenstvu s madžarsko reprezentanco osvojil 14. mesto.